# Roze wasporia
De roze wasporia (Ceriporia excelsa) is een schimmel die behoort tot de familie Irpicaceae. Hij leeft saprotroof op stammen of stronken van loofbomen, het meest in gemengde bossen op voedselarme tot voedselrijke bodems. Hij veroorzaakt witrot.

## Kenmerken
De korstachtige vruchtlichamen van deze soort zijn zacht en gemakkelijk te verwijderen van het substraat. De kleur van de rand varieert van wit tot rozebruin tot paarsachtig, terwijl het porienoppervlak roze tot roodachtig oranje is. Poriën zijn rond of hoekig en er zijn er twee tot drie per millimeter. 
De roze wasporia heeft een monomitisch hyfensysteem, met alleen generatieve hyfen. Kenmerkend zijn de kleine, ellipsoïde sporen (3-4 × 2-2,5 µm).

## Verspreiding
Deze schimmel wordt met name gevonden in Europa en wordt sporadisch hierbuiten aangetroffen zoals in Noord-Amerika, Australië en Japan. In Nederland komt hij matig algemeen voor..